# Turbo (Cosmo)
Turbo è un singolo del cantante italiano Cosmo, pubblicato il 24 novembre 2017 come secondo estratto dal terzo album in studio Cosmotronic.

## Video musicale
Il videoclip è stato pubblicato il 30 novembre 2017 sul canale YouTube del cantante ed è stato girato nelle rovine della discoteca abbandonata Ultimo Impero ad Airasca in Piemonte.